# Hans Hach Verdugo
Hans Hach Verdugo (født 11. november 1989 i Culiacán, Mexico) er en professionel tennisspiller fra Mexico.